# Nebulosa delle Vele
La Nebulosa delle Vele (Gum 16) è un resto di supernova visibile nella costellazione delle Vele.
Si presenta come una nebulosa diffusa dall'aspetto tenue e filamentoso; dista circa 245 parsec (circa 800 anni luce) e il suo asse principale corre da nord a sud e sembra quasi contenere la stella e Velorum. Si osserva in direzione della parte centrale di un altro enorme resto di supernova, posto a circa 450 parsec, noto come Nebulosa di Gum, che si estende ben oltre i confini delle Vele, ricoprendo anche parte della Poppa e della Carena.
Nel suoi pressi si trova la nebulosa NGC 2736, forse in interazione con essa, sebbene quest'ipotesi sia dubbia. L'oggetto che ha originato questa nebulosa era posto a circa 800 anni luce dalla Terra, e i suoi resti sono ora costituiti dalla Pulsar delle Vele; una volta l'attuale pulsar era il nucleo di una stella supermassiccia che circa 11.000-12.000 anni fa esplose come supernova, espellendo i suoi strati più esterni, che andarono a formare la nebulosa. Si stima che al momento dell'esplosione la supernova abbia raggiunto la magnitudine apparente di -9, ossia sarebbe stata in grado di proiettare a terra le ombre degli oggetti.

## Caratteristiche fisiche

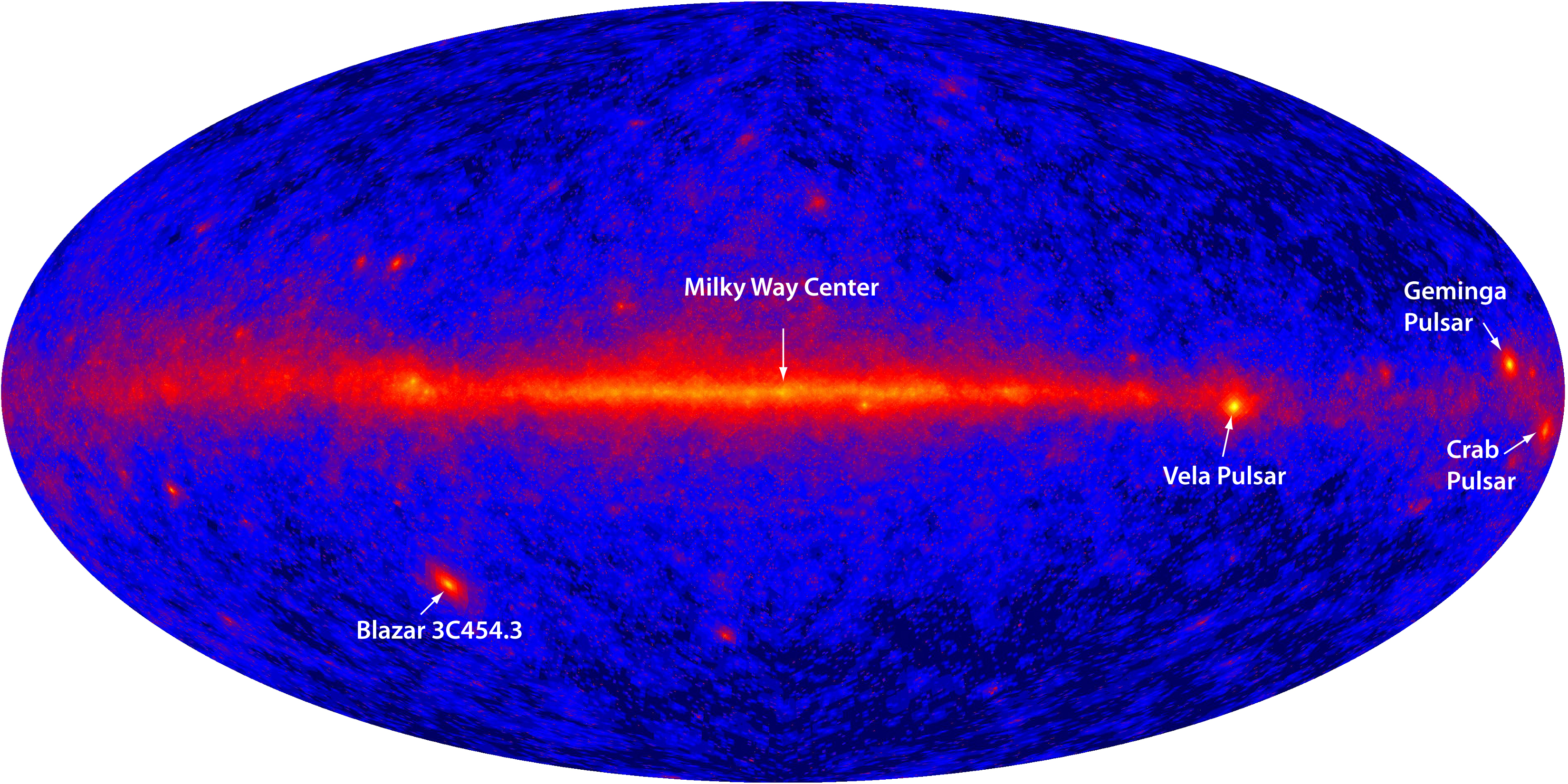
Posizione, a destra, della nebulosa delle Vele nella Via Lattea. NASA/DOE/International LAT Team.

La Nebulosa delle Vele è uno dei più grandi resti di supernova identificati in termini di dimensione angolare: il suo diametro visuale è superiore a 4 gradi. Il suo aspetto è molto variabile a seconda della lunghezza d'onda in cui la si osserva. Alle onde radio appare sotto forma di un guscio all'interno del quale si distingue la struttura causata dal vento della pulsar. La supernova che ha generato questa nebulosa è stata classificata in base alla composizione chimica. Nella banda del visibile, sono visibili soltanto alcuni filamenti, mentre ai raggi X la struttura esterna è più irregolare e la regione centrale più segnata, indice della notevole attività della pulsar centrale.
È fra i resti più luminosi se osservata alle onde radio, con una densità di flusso magnetico di 1750 Jy alla frequenza di 1 GHz. Il suo raggio si deduce dalla sua distanza e dalla sua dimensione angolare, e corrisponde a circa 12 parsec, corrispondente ad una dimensione compatibile con un residuo di alcune migliaia o una decina di migliaia di anni.
La sua distanza, stimata col metodo dell'assorbimento HI sarebbe di 250 pc, anziché 500 pc, come si era creduto inizialmente. Tuttavia, la misura più affidabile sembrerebbe quella realizzata tramite il metodo della parallasse della pulsar centrale, ottenuta grazie ai dati astrometrici ottici del Telescopio Spaziale Hubble. Questa misurazione, utilizzata per la prima volta in questo caso per determinare la parallasse di una pulsar, fissa la distanza a 300 pc. Misurazioni condotte tramite la spettroscopia confermano quest'ordine di distanza.
L'età esatta della nebulosa è difficile da stabilire. Il metodo dell'età caratteristica utilizzata per le pulsar non è utilizzabile per la pulsar delle Vele, poiché questo sistema prevede che una delle caratteristiche delle pulsar, l'indice di frenata, abbia un valore dell'ordine di 3, mentre per questa pulsar, particolarmente atipica, questo valore corrisponde a circa 1. L'età caratteristica è di 11 000 anni, ma l'età reale potrebbe differire da quest'ultima di un fattore due.

## La pulsar
L'oggetto centrale della Nebulosa delle Vele è la pulsar nota come Pulsar delle Vele, (PSR B0833-45). Si tratta di una delle pulsar più studiate, nonché di una delle prime ad essere scoperte, negli anni sessanta (assieme alla Pulsar del Granchio), e presenta numerose irregolarità nella sua rotazione, chiamate glitch.

## Possibili interazioni
La relativa vicinanza fra la Pulsar delle Vele e RX J0852.0-4622, un'altra pulsar situata anch'essa a meno di 400 pc dalla Terra, hanno naturalmente portato gli astronomi a interrogarsi sulla possibilità di un legame fisico tra questi due resti di supernova. I loro centri sono in effetti distanti solo alcune decine di parsec, il che rende possibile questa interazione; l'ipotesi è che i due oggetti siano derivati dalla stessa regione di formazione stellare. Un altro elemento che favorisce quest'ipotesi è la presenza di una nebulosa, NGC 2736, in prossimità dei due resti. L'analisi spettroscopica di quest'oggetto potrebbe portare ad interpretare la presenza di quest'ultimo come risultante dalla collisione degli involucri esterni dei due resti di supernova. Quest'ipotesi resta tuttavia dubbia, poiché presupporrebbe di rivalutare le distanze dei due oggetti di circa un 20% ciascuna, cosa che sembra improbabile. Interazioni tra il bordo della pulsar delle Vele ed una regione eterogenea di mezzo interstellare sembrerebbe una spiegazione più plausibile.